# Wlahar Kulon
Wlahar Kulon is een bestuurslaag in het regentschap Banyumas van de provincie Midden-Java, Indonesië. Wlahar Kulon telt 1766 inwoners (volkstelling 2010).